# Дворец для любимой
«Дворец для любимой» — усадьба помещика Иосифа Викторова в селе Сафоновка Кореневского района Курской области. Построена в конце XIX века в стиле средневековых немецких замков.

## Описание
Викторов возвёл усадьбу в знак любви к молодой немке, которая отказалась стать его женой и переехать в Россию. На территории находились водонапорная башня, кухня с погребом, конюшни, парк, фонтаны, цветники.
После 1917 года помещик покинул усадьбу. Позднее в этом здании открылась школа.
28 октября 2024 года стало известно, что Вооружённые силы Украины (ВСУ) обстреляли «Дворец для любимой». Усадьба лишилась окон и крыши, местами обгорела